# وو كين
وو كين (بالصينية: 吴恳) هو دبلوماسي صيني، ولد في 1961 في خونان في الصين.